# Julia Morton
Julia Francis McHugh Morton (25 de abril de 1912 – 10 de septiembre de 1996) fue una escritora y botánica estadounidense. Fue profesora universitaria de biología, y directora del Morton Collectanea en la Universidad de Miami. En 1974, fue elegida miembro de la Sociedad Linneana de Londres. Conocida como profesora de plantas tóxicas, comestibles y útiles, escribió 10 libros y 94 artículos científicos y contribuyó a otros 12 libros y 27 artículos.

## Biografía
Julia Francis McHugh, nació el 25 de abril de 1912 en Middlebury, Vermont, y creció en una granja de 400 ha en Vermont rural, donde se interesó en agricultura, y en recursos naturales. A los 15 años, su madre y hermana murieron; y, se mudó a la Ciudad de Nueva York para vivir con su hermano. Trabajó como artista comercial por varios años y se casó con el canadiense Kendal Paul Morton (1897–1964). Hacia 1933, habían comenzado a trabajar en recopilar información sobre alimentos, fitomedicinas y otras plantas útiles. Acopiaron copias y recortes de material existente y los archivaron, en una oficina cerca de la Biblioteca Pública de Nueva York, y pronto editaron The Morton Collectanea en academia.

## La guerra y la primera publicación
Cuando empezó la Segunda Guerra Mundial, los Morton regresaron a Canadá, donde Kendal planeó entrar al servicio militar y editar un diario de campamentos militares. Pero, falló su examen físico por problemas cardíacos, y así fue eximido del servicio. En vez de quedarse en Canadá o en EE. UU. como civiles, escogieron mudarse a Bahamas. Colocaron la mayoría del Collectanea en almacenamiento, pero realizaron entradas de frutas tropicales de Nasáu, creyéndolas útiles.
Al consultar y agregar a los archivos que trajeron con ellos, a Nasáu, y por sus estudios de la vida vegetal allí, los Morton prepararon un manuscrito, e ilustraciones para su primera publicación, Fifty Tropical Fruits of Nassau" ("Cincuenta frutas tropicales de Nassau"). Julia resultó ser una excelente fotógrafa, ilustrando fotográficamente casi todas sus publicaciones posteriores. El libro de 101 páginas fue publicado en 1946. Una revisión contemporánea en la fisiología vegetal lo caracterizó como "bien recomendado por los botánicos calificados" y lo llamó "ricamente ilustrado" y "bastante completo"

## Vida en Florida y otros trabajos
Después de la guerra, los Morton fueron invitados para trabajar en la Estación Experimental Subtropical en Cortijo, Florida en asociación con George Ruehle y Bruce Ledin. Trabajando con Ledin produjeron un manuscrito para el libro 400 Plantas de Florida del sur. Su trabajo atrajo la atención del presidente de la Universidad de Miami, Bowman Foster Ashe, quién les ofreció posiciones como profesores en el campus Coral Gables.
El rector Ashe aprobó instalar el Collectanea en el campus nuevo, y con la ayuda del profesor Taylor Alexander, los archivos se instalaron en una nueva, y más espaciosa ubicación, y se empleó el alumnado para seleccionar y organizar material nuevo. Así quedó expandido el Collectanea, y comenzó a ser visitado por becarios con acceso libre al material. Hacia 1996, el Collectanea había crecido a 500 cajones de archivo e incluía aproximadamente 15.000 especies, y sigue siendo un recurso recopilado e indexado manualmente.
Aunque su trabajo inicial fue en plantas comestibles, su área de interés aumentó para cubrir plantas venenosas, así como útiles, tanto comestibles como ornamentales. Se publicaron otros libros, y una sugerencia de que las fotografías de las plantas de Julia eran adecuadas para cuadros, inspiró la creación de dos carteles de pared de "Plantas venenosas para las personas", uno centrado en plantas venenosas internas y el otro sobre irritantes de piel y la respiración.
Kendal Morton murió en 1964, según su libro 500 Plantas de Florida Del sur 1974, y Julia continuó sus estudios y trabajo de campo. Morton Investigó el uso de plantas en el tratamiento de cáncer en las Indias Occidentales a instancias del Instituto Nacional de Cáncer. También investigó plantas comestibles, para ayudar a situaciones de supervivencia en Filipinas y sudeste de Asia durante la guerra de Vietnam, y escribió instrucciones de supervivencia para tropas. Morton también realizó estudios sobre el anacardo y otras plantaciones de nueces, en Venezuela, Colombia y Perú.
Julia se hizo conocida como experta en envenenamientos de plantas y fue consultada a menudo por las autoridades locales. Ofreció consejos y trabajó para educar al público. Lawrence Kaplan, un emérito profesor de botánica en la Universidad de Boston de Massachusetts y editor de la revista de la Society of Economic Botany, con la cual Julia ayudó, dijo " Era el centro de las plantas venenosas en Florida del sur". Comenzó en 1954, cuando comenzó a consultar por ellos, con el Centro de Control de Venenos se refirió a la mayoría de las plantas venenosas. Obtuvo un doctorado honorario por la Florida Universidad Estatal en 1973, y ella nunca asistió a ninguna universidad formalmente.
Julia siguió escribiendo, dando lecturas y contestando preguntas en el Collectanea incluso después de retirarse. Ella se retiró de la enseñanza en 1993, después de ser profesora de la Universidad de Miami por cerca de 4 décadas. Fue herida de gravedad en un siniestro automovilístico el 28 de agosto de 1996; y, murió el 10 de septiembre de 1996.

## Obra

### Algunas de publicaciones
- Fifty Tropical Fruits of Nassau (1946)
- 400 Plants of South Florida (1949)
- Some Useful and Ornamental Plants of the Caribbean Gardens (Botanical gardens, 1955)
- The Mamey (Florida State Horticultural Society, 1962)
- Wild Plants for Survival in South Florida (Hurricane House, 1962)
- Plants Poisonous to People (Hurricane House, 1971)
- Exotic Plants (1973) translated into French as Plantes exotiques
- Folk Remedies of the Low Countries (1974)
- The Atlas of Medicinal Plants of Middle America (C.C. Thomas, 1981).
- Fruits of Warm Climates (1987) (online)
- Herbs and spices. New York: Golden Press, 1976

## Honores
- Profesora de Biología y Directora del Morton Collectanea, Universidad de Miami
- Doctorado honorario por la Universidad Estatal de Florida, por su búsqueda y escrituras para los Institutos Nacionales de Salud y el Departamento de Defensa de los Estados Unidos 1973.
- Miembro elegido de la Sociedad Linneana de Londres, 1974.
- Nombrada primera Botánica Económica por la Sociedad internacional de Botánica Económica, 1978.
- Rectora de la Florida Sociedad Hortícola Estatal, 1979.